# Saint-Pierre-de-Belleville
Saint-Pierre-de-Belleville är en kommun i departementet Savoie i regionen Auvergne-Rhône-Alpes i sydöstra Frankrike. Kommunen ligger i kantonen Aiguebelle som tillhör arrondissementet Saint-Jean-de-Maurienne. År 2022 hade Saint-Pierre-de-Belleville 176 invånare.

## Befolkningsutveckling
Antalet invånare i kommunen Saint-Pierre-de-Belleville
| Referens: INSEE |